# (4758) Hermitage
(4758) Hermitage – planetoida z pasa głównego asteroid okrążająca Słońce w ciągu 5 lat i 276 dni w średniej odległości 3,21 j.a. Została odkryta 27 września 1978 roku przez Ludmiłę Czernych. Przed nadaniem nazwy planetoida nosiła oznaczenie tymczasowe (4758) 1978 SN4.